# Grand Prix Formule 1 van Oostenrijk 2020
De Grand Prix Formule 1 van Oostenrijk 2020 werd gehouden op 5 juli op de Red Bull Ring. Het was de eerste race van het seizoen 2020.  Er was vanwege de coronapandemie geen publiek aanwezig op de tribunes.

## Vrije trainingen

### Uitslagen
- Enkel de top vijf wordt weergegeven.

| Vrije training 1 | Pos. | Nr. | Coureur          | Constructeur              | Tijd     |
| ---------------- | ---- | --- | ---------------- | ------------------------- | -------- |
| Vrije training 1 | 1    | 44  | Lewis Hamilton   | Mercedes                  | 1:04.816 |
| Vrije training 1 | 2    | 77  | Valtteri Bottas  | Mercedes                  | 1:05.172 |
| Vrije training 1 | 3    | 33  | Max Verstappen   | Red Bull-Honda            | 1:05.418 |
| Vrije training 1 | 4    | 55  | Carlos Sainz jr. | McLaren-Renault           | 1:05.431 |
| Vrije training 1 | 5    | 11  | Sergio Pérez     | Racing Point-BWT Mercedes | 1:05.512 |
| Vrije training 2 | Pos. | Nr. | Coureur          | Constructeur              | Tijd     |
| Vrije training 2 | 1    | 44  | Lewis Hamilton   | Mercedes                  | 1:04.304 |
| Vrije training 2 | 2    | 77  | Valtteri Bottas  | Mercedes                  | 1:04.501 |
| Vrije training 2 | 3    | 11  | Sergio Pérez     | Racing Point-BWT Mercedes | 1:04.945 |
| Vrije training 2 | 4    | 5   | Sebastian Vettel | Ferrari                   | 1:04.961 |
| Vrije training 2 | 5    | 3   | Daniel Ricciardo | Renault                   | 1:04.972 |
| Vrije training 3 | Pos. | Nr. | Coureur          | Constructeur              | Tijd     |
| Vrije training 3 | 1    | 44  | Lewis Hamilton   | Mercedes                  | 1:04.130 |
| Vrije training 3 | 2    | 77  | Valtteri Bottas  | Mercedes                  | 1:04.277 |
| Vrije training 3 | 3    | 33  | Max Verstappen   | Red Bull-Honda            | 1:04.413 |
| Vrije training 3 | 4    | 11  | Sergio Pérez     | Racing Point-BWT Mercedes | 1:04.605 |
| Vrije training 3 | 5    | 16  | Charles Leclerc  | Ferrari                   | 1:04.703 |

## Kwalificatie
| Pos.                   | Nr. | Coureur            | Constructeur              | Kwalificatietijden | Kwalificatietijden | Kwalificatietijden | Grid |
| Pos.                   | Nr. | Coureur            | Constructeur              | Q1                 | Q2                 | Q3                 | Grid |
| ---------------------- | --- | ------------------ | ------------------------- | ------------------ | ------------------ | ------------------ | ---- |
| 1                      | 77  | Valtteri Bottas    | Mercedes                  | 1:04.111           | 1:03.015           | 1:02.939           | 1    |
| 2                      | 44  | Lewis Hamilton     | Mercedes                  | 1:04.198           | 1:03.096           | 1:02.951           | 5 *1 |
| 3                      | 33  | Max Verstappen     | Red Bull-Honda            | 1:04.024           | 1:04.000           | 1:03.477           | 2    |
| 4                      | 4   | Lando Norris       | McLaren-Renault           | 1:04.606           | 1:03.819           | 1:03.626           | 3    |
| 5                      | 23  | Alexander Albon    | Red Bull-Honda            | 1:04.661           | 1:03.746           | 1:03.868 *2        | 4    |
| 6                      | 11  | Sergio Pérez       | Racing Point-BWT Mercedes | 1:04.543           | 1:03.860           | 1:03.868 *2        | 6    |
| 7                      | 16  | Charles Leclerc    | Ferrari                   | 1:04.500           | 1:04.041           | 1:03.923           | 7    |
| 8                      | 55  | Carlos Sainz jr.   | McLaren-Renault           | 1:04.537           | 1:03.971           | 1:03.971           | 8    |
| 9                      | 18  | Lance Stroll       | Racing Point-BWT Mercedes | 1:04.309           | 1:03.955           | 1:04.029           | 9    |
| 10                     | 3   | Daniel Ricciardo   | Renault                   | 1:04.556           | 1:04.023           | 1:04.239           | 10   |
| 11                     | 5   | Sebastian Vettel   | Ferrari                   | 1:04.554           | 1:04.206           |                    | 11   |
| 12                     | 10  | Pierre Gasly       | AlphaTauri-Honda          | 1:04.603           | 1:04.305           |                    | 12   |
| 13                     | 26  | Daniil Kvjat       | AlphaTauri-Honda          | 1:05.031           | 1:04.431           |                    | 13   |
| 14                     | 31  | Esteban Ocon       | Renault                   | 1:04.993           | 1:04.643           |                    | 14   |
| 15                     | 8   | Romain Grosjean    | Haas-Ferrari              | 1:05.094           | 1:04.691           |                    | 15   |
| 16                     | 20  | Kevin Magnussen    | Haas-Ferrari              | 1:05.164           |                    |                    | 16   |
| 17                     | 63  | George Russell     | Williams-Mercedes         | 1:05.167           |                    |                    | 17   |
| 18                     | 99  | Antonio Giovinazzi | Alfa Romeo-Ferrari        | 1:05.175           |                    |                    | 18   |
| 19                     | 7   | Kimi Räikkönen     | Alfa Romeo-Ferrari        | 1:05.224           |                    |                    | 19   |
| 20                     | 6   | Nicholas Latifi    | Williams-Mercedes         | 1:05.737           |                    |                    | 20   |
| Q1 107% tijd: 1:08.505 |     |                    |                           |                    |                    |                    |      |
| Bron:                  |     |                    |                           |                    |                    |                    |      |

*1 Lewis Hamilton kreeg een gridstraf vanwege niet voldoende afremmen tijdens een gele vlag situatie.

*2 Alexander Albon en Sergio Pérez reden identieke tijden in Q3; Albon werd geclassificeerd als vijfde omdat hij zijn tijd eerder neerzette dan de tijd van Pérez.

## Wedstrijd
| Pos.  | Nr. | Coureur            | Constructeur              | Rondes | Tijd / Oorzaak uitval | Grid | Punten |
| ----- | --- | ------------------ | ------------------------- | ------ | --------------------- | ---- | ------ |
| 1     | 77  | Valtteri Bottas    | Mercedes                  | 71     | 1:30:55.739           | 1    | 25     |
| 2     | 16  | Charles Leclerc    | Ferrari                   | 71     | +2.700                | 7    | 18     |
| 3     | 4   | Lando Norris       | McLaren-Renault           | 71     | +5.491                | 3    | 16S    |
| 4     | 44  | Lewis Hamilton     | Mercedes                  | 71     | +5.689 *1             | 5    | 12     |
| 5     | 55  | Carlos Sainz jr.   | McLaren-Renault           | 71     | +8.903                | 8    | 10     |
| 6     | 11  | Sergio Pérez       | Racing Point-BWT Mercedes | 71     | +15.092 *1            | 6    | 8      |
| 7     | 10  | Pierre Gasly       | AlphaTauri-Honda          | 71     | +16.682               | 12   | 6      |
| 8     | 31  | Esteban Ocon       | Renault                   | 71     | +17.456               | 14   | 4      |
| 9     | 99  | Antonio Giovinazzi | Alfa Romeo-Ferrari        | 71     | +21.146               | 18   | 2      |
| 10    | 5   | Sebastian Vettel   | Ferrari                   | 71     | +24.545               | 11   | 1      |
| 11    | 6   | Nicholas Latifi    | Williams-Mercedes         | 71     | +31.650               | 20   |        |
| 12    | 26  | Daniil Kvjat       | AlphaTauri-Honda          | 67     | Lekke band *2         | 13   |        |
| 13    | 23  | Alexander Albon    | Red Bull-Honda            | 67     | Elektrisch *2         | 4    |        |
| DNF   | 7   | Kimi Räikkönen     | Alfa Romeo-Ferrari        | 53     | Wiel                  | 19   |        |
| DNF   | 63  | George Russell     | Williams-Mercedes         | 49     | Brandstofdruk         | 17   |        |
| DNF   | 8   | Romain Grosjean    | Haas-Ferrari              | 49     | Remmen                | 15   |        |
| DNF   | 20  | Kevin Magnussen    | Haas-Ferrari              | 24     | Remmen                | 16   |        |
| DNF   | 18  | Lance Stroll       | Racing Point-BWT Mercedes | 20     | Motor                 | 9    |        |
| DNF   | 3   | Daniel Ricciardo   | Renault                   | 17     | Oververhitting        | 10   |        |
| DNF   | 33  | Max Verstappen     | Red Bull-Honda            | 11     | Elektrisch            | 2    |        |
| Bron: |     |                    |                           |        |                       |      |        |

S Lando Norris behaalde een extra punt voor het rijden van de snelste ronde.

*1 Lewis Hamilton en Sergio Pérez ontvingen een straf van vijf seconden na een incident.

*2 Daniil Kvjat en Alexander Albon haalden de finish niet, maar werden wel geklasseerd omdat zij meer dan 90% van de raceafstand hadden gereden.

## Tussenstanden wereldkampioenschap
Betreft tussenstanden voor het wereldkampioenschap na afloop van de race.

### Coureurs
| Pos. | Nr. | Coureur            | Constructeur              | Punten |
| ---- | --- | ------------------ | ------------------------- | ------ |
| 1    | 77  | Valtteri Bottas    | Mercedes                  | 25     |
| 2    | 16  | Charles Leclerc    | Ferrari                   | 18     |
| 3    | 4   | Lando Norris       | McLaren-Renault           | 16     |
| 4    | 44  | Lewis Hamilton     | Mercedes                  | 12     |
| 5    | 55  | Carlos Sainz jr.   | McLaren-Renault           | 10     |
| 6    | 11  | Sergio Pérez       | Racing Point-BWT Mercedes | 8      |
| 7    | 10  | Pierre Gasly       | AlphaTauri-Honda          | 6      |
| 8    | 31  | Esteban Ocon       | Renault                   | 4      |
| 9    | 99  | Antonio Giovinazzi | Alfa Romeo-Ferrari        | 2      |
| 10   | 5   | Sebastian Vettel   | Ferrari                   | 1      |

### Constructeurs
| Pos. | Constructeur              | Punten |
| ---- | ------------------------- | ------ |
| 1    | Mercedes                  | 37     |
| 2    | McLaren-Renault           | 26     |
| 3    | Ferrari                   | 19     |
| 4    | Racing Point-BWT Mercedes | 8      |
| 5    | AlphaTauri-Honda          | 6      |
| 6    | Renault                   | 4      |
| 7    | Alfa Romeo-Ferrari        | 2      |
| 8    | Williams-Mercedes         | 0      |
| 9    | Red Bull-Honda            | 0      |
| 10   | Haas-Ferrari              | 0      |